# Canto libre
Canto libre es el quinto álbum de estudio del cantautor chileno Víctor Jara como solista. Fue grabado durante 1970 y lanzado el mismo año por el sello Odeon, actualmente EMI Chile. El álbum ha sido reeditado en diversas ocasiones y en distintos países, incluyéndose en él nuevas canciones. Sin embargo, ha conservado su nombre íntegramente, al contrario de los álbumes anteriores.
En el álbum colaboran las agrupaciones Quilapayún e Inti-Illimani, además de Patricio Castillo, músico que durante ese período integró por pocos años la primera de estas bandas, para luego integrarse definitivamente a ella varios años más tarde. Las notas de la carátula de la reedición de 1993 se deben a la esposa del cantautor, Joan Jara.

## Versiones
Este álbum posee diversas reediciones, con distintas carátulas y adición de canciones. La carátula original incluye la fotografía del frontis de una puerta cerrada con candado, sobre la cual hay una placa de metal que dice «Víctor Jara». Las versiones posteriores muestran una foto a color de Machu Picchu, con el cantautor de pie y tocando la guitarra, vestido de oscuro y con su poncho volando por el viento asemejando una capa.
La versión original del álbum contiene 11 canciones, a las cuales se suman otras 12 canciones en un relanzamiento de 1993. Otra edición de 2007 por el sello EMI Chile contiene 14 canciones, agregando dos al final de las 12 originales, las cuales tampoco figuran en la versión de 1993. La versión de Pläne de 1981 incluye también los títulos de las canciones en alemán.

## Lista de canciones
Toda la música compuesta por Víctor Jara, salvo que se indique lo contrario. 
| Lado A |                                |                                        |          |  |
| N.º    | Título                         | Música                                 | Duración |  |
| 1.     | «Ingá»                         | tradicional peruana                    | 2:26     |  |
| 2.     | «Canción del árbol del olvido» | Fernán Silva Valdés, Alberto Ginastera | 2:53     |  |
| 3.     | «La pala»                      |                                        | 3:26     |  |
| 4.     | «Lamento borincano»            | Rafael Hernández                       | 4:07     |  |
| 5.     | «Ventolera» (o Venceremos)     | Víctor Jara, Patricio Castillo         | 3:07     |  |
| 6.     | «El tinku»                     | tradicional boliviana                  | 3:25     |  |
| 19:24  |                                |                                        |          |  |

| Lado B |                             |                      |          |  |
| N.º    | Título                      | Música               | Duración |  |
| 7.     | «Angelita Huenumán»         |                      | 4:03     |  |
| 8.     | «Corrido de Pancho Villa»   | tradicional mexicana | 3:41     |  |
| 9.     | «Caminando, caminando»      |                      | 2:41     |  |
| 10.    | «¿Quién mató a Carmencita?» |                      | 4:46     |  |
| 11.    | «Canto libre»               |                      | 4:48     |  |
| 19:59  |                             |                      |          |  |

| Bonus track 1993 |                                               |                             |          |  |
| N.º              | Título                                        | Música                      | Duración |  |
| 12.              | «El aparecido»                                |                             | 2:18     |  |
| 13.              | «El lazo»                                     |                             | 3:55     |  |
| 14.              | «Qué alegres son las obreras»                 |                             | 3:15     |  |
| 15.              | «Despedimiento del angelito»                  |                             | 3:36     |  |
| 16.              | «Solo»                                        | Eduardo Carrasco            | 3:17     |  |
| 17.              | «Ay mi palomita»                              |                             | 1:45     |  |
| 18.              | «Así como hoy matan negros»                   | Pablo Neruda, Sergio Ortega | 2:17     |  |
| 19.              | «El amor es un camino que de repente aparece» |                             | 2:32     |  |
| 20.              | «Casi, casi»                                  |                             | 2:04     |  |
| 21.              | «Canción de cuna para un niño vago»           |                             | 3:44     |  |
| 22.              | «Romance del enamorado y de la muerte»        | popular española            | 2:54     |  |
| 23.              | «En algún lugar del puerto»                   |                             | 4:22     |  |
| 35:59            |                                               |                             |          |  |

| Bonus track 2007 |                       |        |          |  |
| N.º              | Título                | Música | Duración |  |
| 12.              | «Gira, gira, girasol» |        | 2:53     |  |
| 13.              | «Palomas del palomar» |        | 1:10     |  |
| 4:03             |                       |        |          |  |

## Créditos
- Víctor Jara: guitarra, letras, voces
- Patricio Castillo, Inti-Illimani, Quilapayún: colaboración musical
- Joan Jara: notas de la carátula